# Editta Braun
Editta Braun (25 maggio 1958) è una coreografa, ballerina e insegnante austriaca, considerata una delle pioniere della danza contemporanea in Austria.

## Biografia
Editta Braun è nata a Vöcklabruck nel Salzkammergut dell'Alta Austria. Da bambina studiava danza classica e pianoforte e si allenava intensamente con la ginnastica; è stata campionessa statale dell'Alta Austria nel 1974.
Dal 1976 al 1982 ha studiato scienze dello sport e lingua e letteratura tedesca all'università di Salisburgo. Ha maturato il suo interesse per la danza contemporanea nel 1982, dopo aver visto lo spettacolo "1980" di Pina Bausch in una performance a Vienna.
Nel 1983 ha iniziato la sua formazione come ballerina a Parigi e New York. È stata anche influenzata dalle lezioni di recitazione secondo il method acting con Walter Lott e da un progetto di danza con Wim Vandekeybus avviato da SZENE Salzburg, dove ha imparato a combinare la ginnastica artistica con la danza contemporanea e sportiva.

### Carriera artistica
Nel 1982 ha fondato il Kollektiv Vorgänge insieme a Beda Percht, che nel 1986 ha vinto il premio coreografico Bagnolet (ex aequo con Saburo Teshigawara) con Lufus.
Nel 1989 ha fondato la compagnia Editta Braun a Salisburgo, con la quale da allora ha prodotto e portato in tournée internazionale almeno un intero spettacolo di danza all'anno, vincendo numerosi premi.
Nel campo della danza, Braun ha lavorato con Othmar Schmiderer, Wolfram Paulus e Hannes Klein, tra gli altri, fin dalla tenera età. Il suo cortometraggio Collision, diretto nel 1993 da Othmar Schmiderer, è stato premiato con la medaglia di bronzo al New York Film Festival nel 1995. Nel 2022, insieme alla fotografa e regista pubblicitaria Menie Weissbacher, ha portato sullo schermo gli alienanti esseri Luvos dal loro teatro delle illusioni corporee nel cortometraggio LUVOS migrations.
Braun ha collaborato con compositori, musicisti dal vivo e artisti al di fuori dell'Austria come Jean-Yves Ginoux e il regista egiziano Mahmoud Aboudoma. Con Jean Babilée ha creato lo spettacolo di teatro-danza "La vie, c'est contagieux" nel 1993/94 a Parigi e a Salisburgo. Dal 1996 ha lavorato con Thierry Zaboitzeff, che è il suo partner.

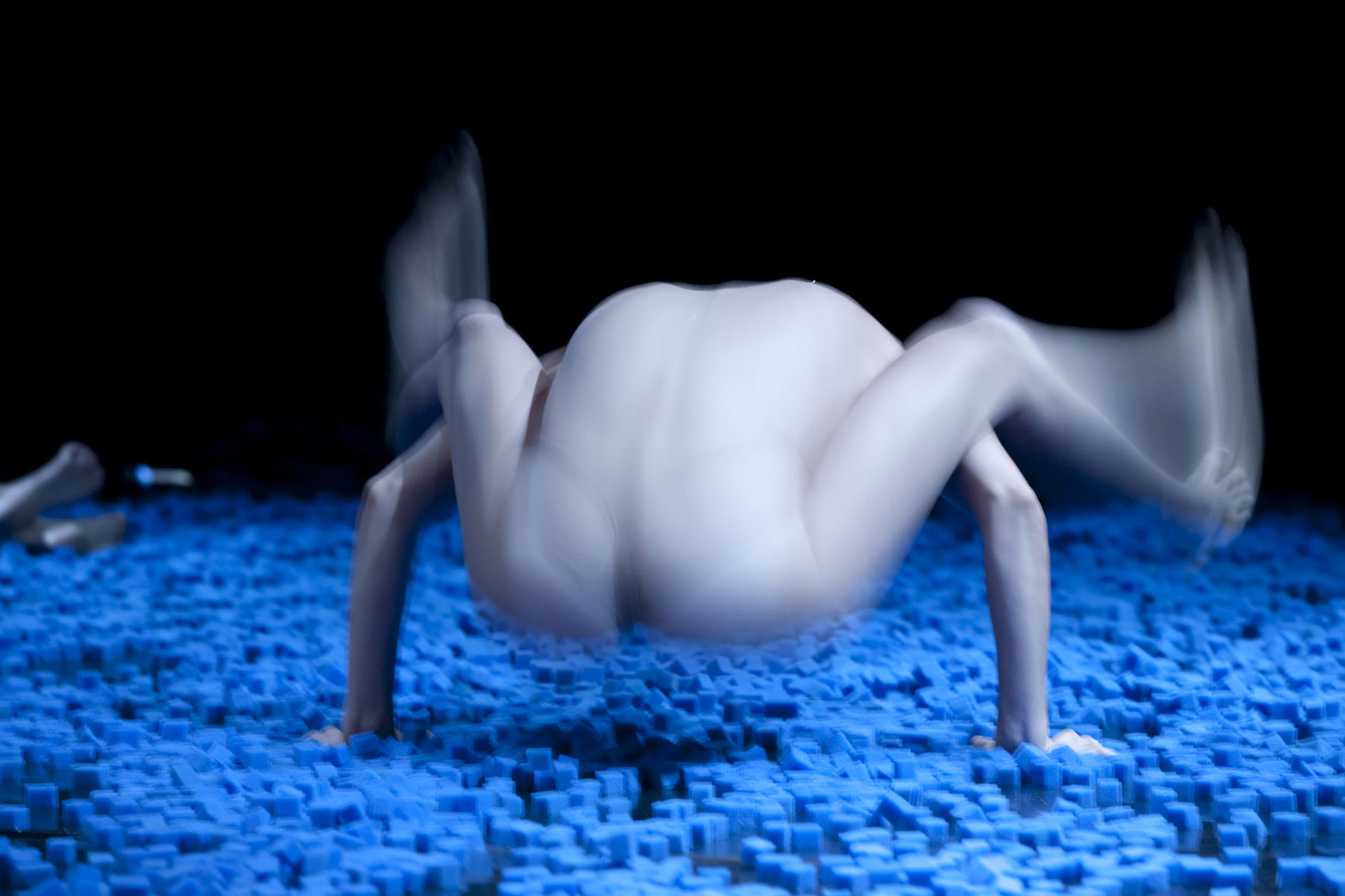
planet LUVOS, 2012

La produzione di maggior successo internazionale di Braun è Luvos, vol.2., sviluppato a partire da Lufus a Salisburgo nel 2001, che stabilisce una serie di innovativi teatri di illusioni corporee puramente femminili, tra cui planet LUVOS (2012), Close Up (2015), Close Up 2.0 (2017), Fanghoumé (2019) e Hydráos (2020) e il cortometraggio LUVOS migrations (2022/23). In queste serie, Braun e la sua compagnia hanno condotto una ricerca continua sul superamento visivo dei confini corporei per più di due decenni.  LUVOSmove® è il nome registrato per questo linguaggio del corpo molto speciale, puramente femminile, che è stato anche oggetto di ricerca scientifica da un colloquio nel 2021 presso l'Università Anton Bruckner di Linz.
A partire dagli anni '80, l'impulso decisamente politico nelle sue opere si è rafforzato. Lo si vede già nella scelta dei temi per commedie come Voyage à Napoli, Luvos, vol. 2, Re Artù. Nel 2011, schluss mit kunst con contributi testuali di Kurt Palm e Christian Felber, tra gli altri, ha messo in discussione il significato della creazione artistica di fronte alla fame, alla guerra, alla distruzione ambientale, all'estinzione delle specie e alla crescente disuguaglianza.
Braun è nota per l'applicazione di una modalità di produzione interculturale: ha sviluppato spesso progetti socialmente impegnati con artisti locali, specialmente in Asia e Africa, e ha messo in contrasto le loro identità culturali, storiche e sociali con le tradizioni dell'Europa centrale. Gli spettacoli risultanti comprendono India (1998, a Bangalore e Salisburgo), manifest (2002, in Senegal e a Salisburgo) e Coppercity 1001 (2007/08 ad Alessandria d'Egitto e Salisburgo).
Importante nel suo lavoro è anche l'impulso femminista, che mette a fuoco i destini delle donne e, negli ultimi tempi, spesso porta a cast esclusivamente femminili.

### Insegnamento
Dal 1987 al 2021, Editta Braun ha insegnato ginnastica acrobatica e forme di danza ginnica, nonché danza africana e danza moderna presso la Facoltà interdipartimentale di scienze dello sport e del movimento dell'Università Paris Lodron di Salisburgo. Dal 1997 insegna danza contemporanea, teatro fisico, coreografia, improvvisazione e strategie professionali presso l'Institute for Dance Arts dell'Università Privata Anton Bruckner di Linz (Austria).
Dal 1992 al 1998 ha lavorato come docente presso ImPulsTanz Wien (ex Internationale Tanzwochen Wien) e dal 1994 al 1997 come coreografa su commissione per la Scuola di balletto dell'Opera di Stato di Vienna. Nel 2006 ha supervisionato il progetto giovanile "invernale" al Festspielhaus St. Pölten.
Nell'ambito delle sue attività di insegnamento, Braun ha sviluppato una specifica tecnica di improvvisazione che combina recitazione e danza contemporanea per creare il teatro fisico.

## Premi e riconoscimenti
- 1986: Secondo Premio e Premio per la coreografia più innovativa al Concours Chorégraphique International de Bagnolet di Parigi per Lufus per il Kollektiv Vorgänge.
- 1995: medaglia di bronzo al New York Film Festival per Collision, regista Othmar Schmiderer.
- 2001: Premio per la Migliore Regia al Festival Internazionale del Cairo per il Teatro Sperimentale per Nebensonnen.
- 2014: Internationaler Preis für Kunst und Kultur der Stadt Salzburg.[4]
- 2017: Großer Kunstpreis des Landes Salisburgo.[4]
- 2022: Premio per la migliore interpretazione d'insieme al Festival Internazionale del Cairo per il Teatro Sperimentale.